# Frédéric de Sécus
Le baron Frédéric Marie Procope Hubert de Sécus, né à Mons le 5 décembre 1787 et mort à Bauffe le 24 septembre 1862, est un homme politique belge. Il est le fils de François de Sécus.

## Fonctions et mandats
- Membre de la Commission de sûreté publique instituée le 10 septembre 1830[1].
- Membre du Congrès national : 1830-1831
- Membre de la Chambre des représentants de Belgique : 1831-1848, 1852-1857
- Questeur de la Chambre des représentants : 1852-1857
- Bourgmestre de Bauffe : 1836-1862

## Sources
- Carl BEYAERT, Biographies des membres du Congrès national, Brussel, 1930, p. 60
- Luc FRANÇOIS, François de Sécus, in: Annales du Cercle Archéologique de Mons, 1988, blz. 119-145.
- Jean-Luc DE PAEPE & Christiane RAINDORF-GERARD, Le Parlement belge, 1831-1894. Données biographiques, Brussel, 1996.
- Oscar COOMANS DE BRACHÈNE, État présent de la noblesse belge, Annuaire 1998, Brussel, 1998.

- Ressource relative à plusieurs domaines :   - ODIS